# Liên minh Hanse

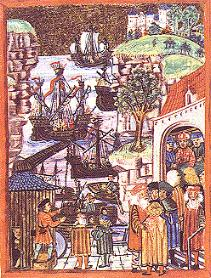
Thành lập Hanse ở Hamburg, Đức (khoảng 1241)

Hanse hay Liên minh Hanse (tiếng Đức cũ Hansa có nghĩa là nhóm) - cũng còn được gọi là Hanse Đức (Deutsche Hanse) hay theo tiếng La tinh là Hansa Teutonica - là tên của các liên minh tồn tại từ giữa thế kỷ 12 cho đến giữa thế kỷ 17 với mục đích cùng nhau bảo đảm sự an ninh giao thông của các con thuyền đi buôn và đại diện quyền lợi kinh tế chung, đặc biệt là đối với nước ngoài. Liên minh thương gia này đã phát triển thành một liên minh thành phố vào giữa thế kỷ 14.
Cho đến ngày nay vẫn còn có thể nhìn thấy được các màu sắc của Hanse (trắng và đỏ) trên huy hiệu của nhiều thành phố Hanse. Trong thời gian mở rộng nhất đã có gần 200 thành phố có cảng biển và cảng nội địa ở vùng phía bắc châu Âu tham gia liên minh này. Trong vùng Bắc Âu, Hanse đã là một yếu tố quan trọng không những trong lĩnh vực kinh tế mà còn trong các lĩnh vực chính trị và văn hóa.

### Sự thành hình liên minh thương gia (cho tới khoảng 1250)
Liên minh Hanse Đức đã phát triển trong thế kỷ 12 từ sự liên kết giữa các thương gia ở vùng Bắc Hải và biển Baltic. Nói chung việc thành lập thành phố Lübeck vào năm 1143, là thành phố Bắc Hải đầu tiên, đóng vai trò quan trọng trong việc phát triển liên minh Hanse. Cửa ngõ vào biển Baltic cho phép một quan hệ mậu dich giữa khu vực nhiều tài nguyên Bắc Nga (thí dụ như ngũ cốc, gỗ, nến, da thú vật) và những nước Tây Âu với những sản phẩm như rượu nho, vải gấm. 

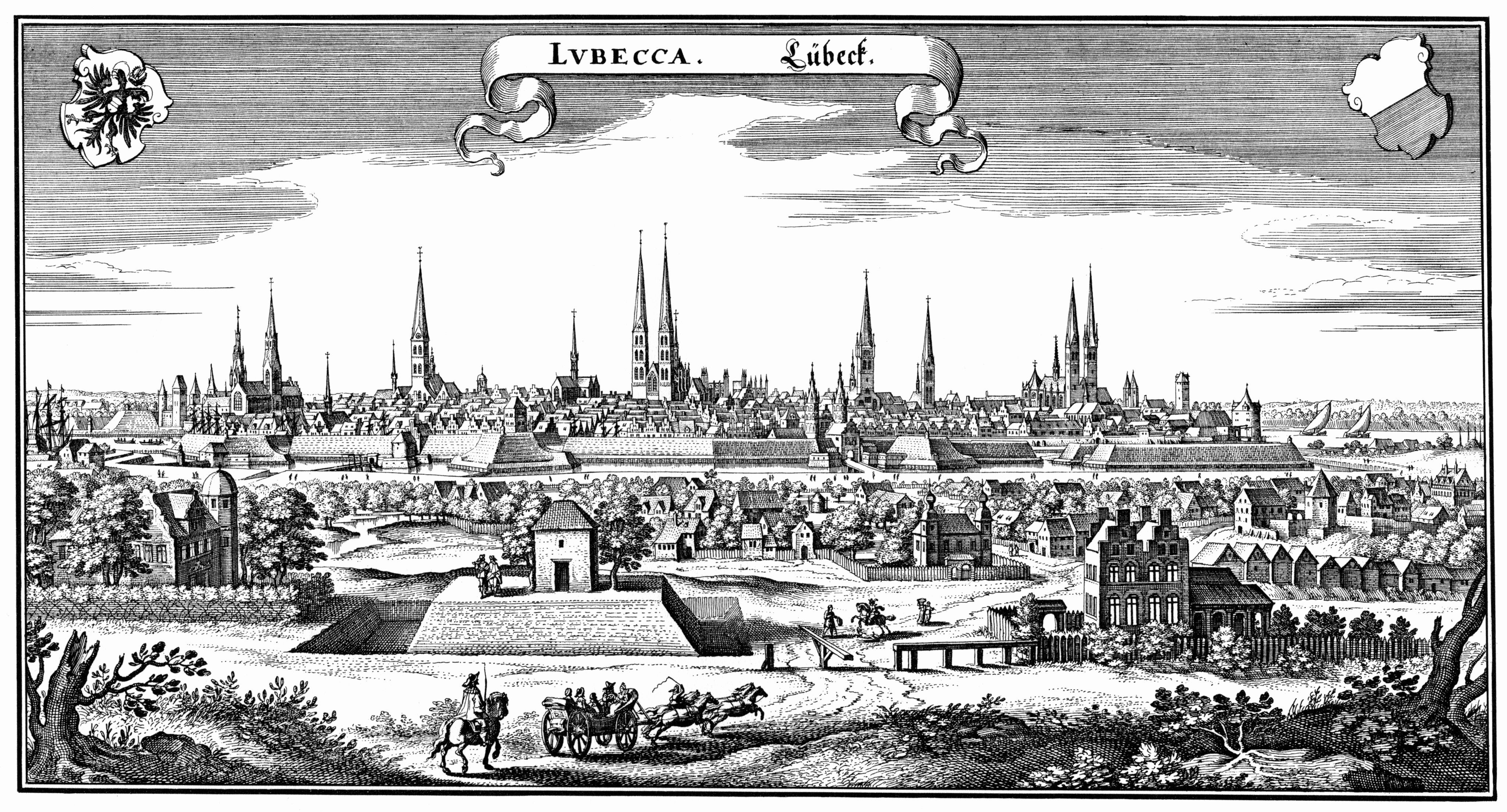
Lübeck trong thế kỷ 17

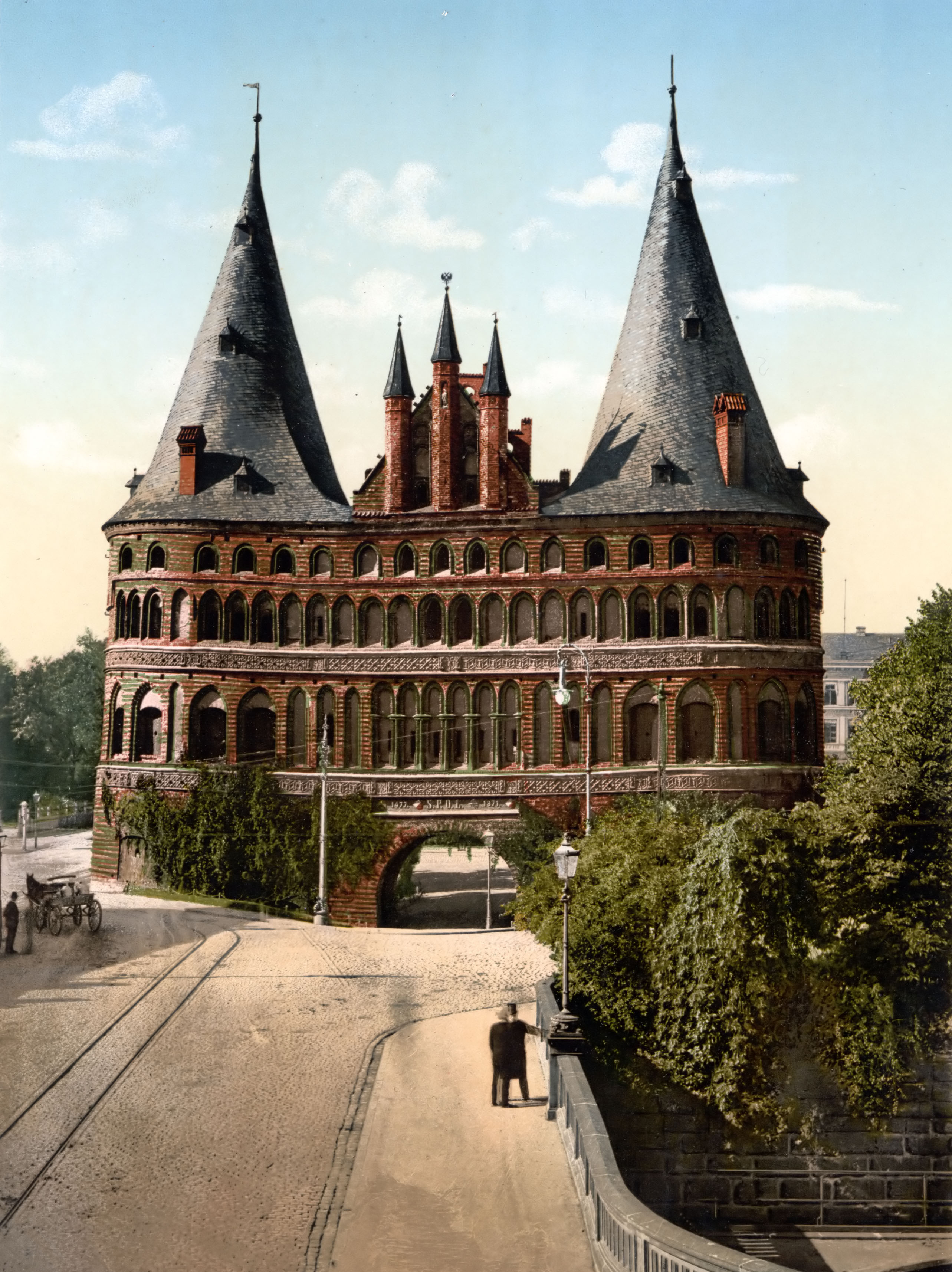
Cổng Holstentor tại Lübeck khoảng 1900